# Jullianges
Jullianges ist eine französische Gemeinde mit 434 Einwohnern (Stand 1. Januar 2022) im Département Haute-Loire in der Region Auvergne-Rhône-Alpes (vor 2016 Auvergne). Sie gehört zum Arrondissement Le Puy-en-Velay sowie zum Kanton Plateau du Haut-Velay granitique.

## Geographie
Jullianges liegt etwa 28 Kilometer nordnordwestlich von Le Puy-en-Velay in der Naturlandschaft Emblavès (auch Emblavez geschrieben).

### Nachbargemeinden
Die Nachbargemeinden von Jullianges sind Malvières im Norden und Nordwesten, Craponne-sur-Arzon im Osten und Nordosten, Beaune-sur-Arzon im Süden und Osten, Félines im Süden und Südwesten sowie Bonneval im Westen.

## Bevölkerungsentwicklung
| Jahr                       | 1962 | 1968 | 1975 | 1982 | 1990 | 1999 | 2006 | 2011 | 2017 | 2020 |
| Einwohner                  | 578  | 529  | 439  | 402  | 343  | 382  | 412  | 452  | 442  | 437  |
| Quellen: Cassini und INSEE |      |      |      |      |      |      |      |      |      |      |

## Sehenswürdigkeiten
- Kirche Saint-André, Monument historique seit 1931
- Pferderennbahn

|  |